# Isaac Newton Evans

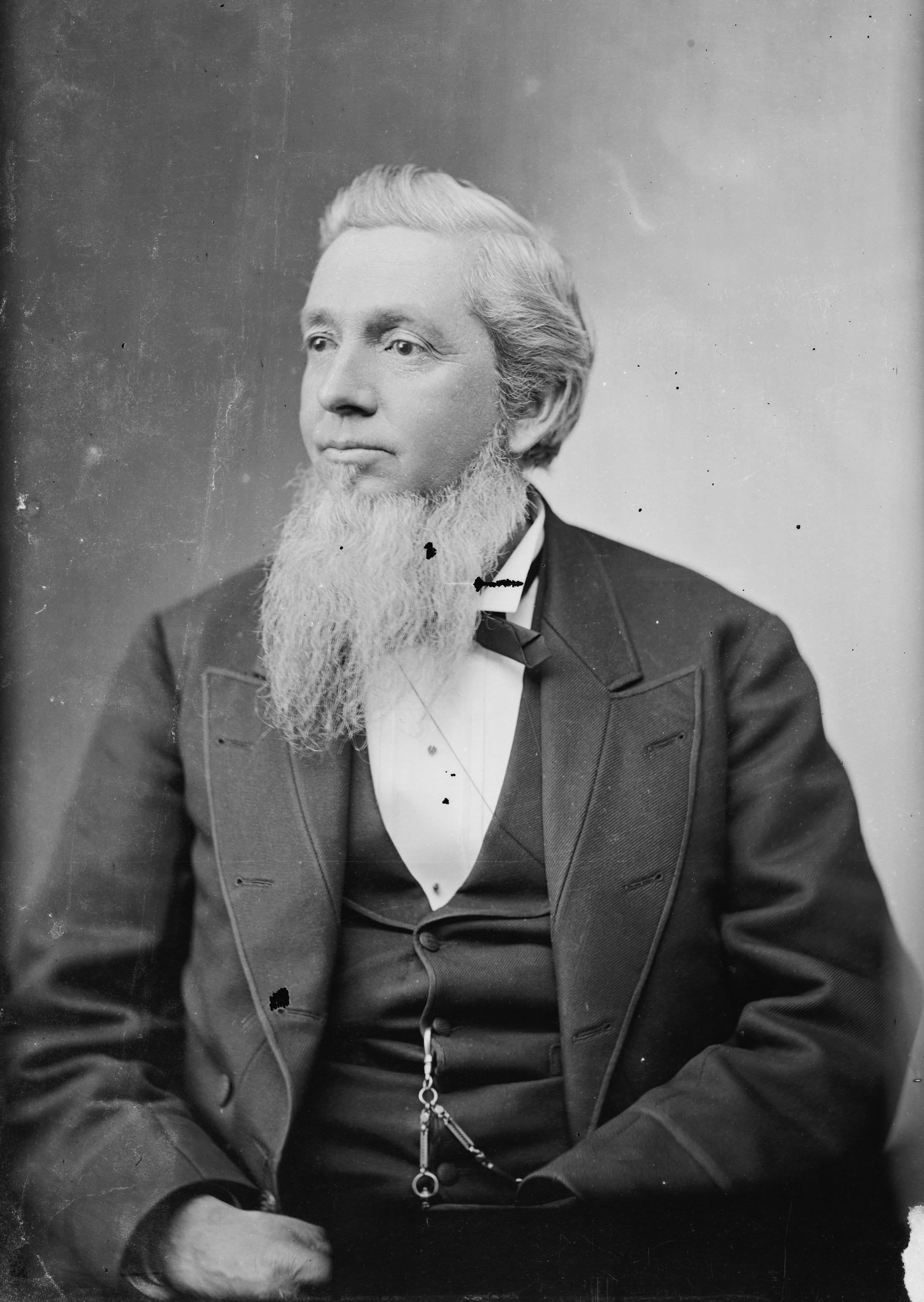
Isaac Newton Evans

Isaac Newton Evans (* 29. Juli 1827 bei West Chester, Pennsylvania; † 3. Dezember 1901 in Hatboro, Pennsylvania) war ein US-amerikanischer Politiker. Zwischen 1877 und 1887 vertrat er zwei Mal den Bundesstaat Pennsylvania im US-Repräsentantenhaus.

## Leben
Isaac Evans besuchte öffentliche Schulen seiner Heimat. Nach einem anschließenden Medizinstudium am Bowdoin College sowie am Jefferson Medical College in Philadelphia und seiner 1852 erfolgten Zulassung als Arzt begann er in Johnsville in diesem Beruf zu praktizieren. Im Jahr 1856 verlegte er seinen Wohnsitz und seine Arztpraxis nach Hatboro. Dort wurde er auch Präsident der Hatboro National Bank. Gleichzeitig schlug er als Mitglied der Republikanischen Partei eine politische Laufbahn ein.
Bei den Kongresswahlen des Jahres 1876 wurde Evans im siebten Wahlbezirk von Pennsylvania in das US-Repräsentantenhaus in Washington, D.C. gewählt, wo er am 4. März 1877 die Nachfolge von Alan Wood antrat. Da er im Jahr 1878 auf eine erneute Kandidatur verzichtete, konnte er bis zum 3. März 1879 nur eine Legislaturperiode im Kongress absolvieren. Bei den Wahlen des Jahres 1882 wurde er erneut im siebten Distrikt seines Staates in den Kongress gewählt, wo er am 4. März 1883 Nachfolger von William Godshalk wurde. Bis zum 3. März 1885 absolvierte Evans eine weitere Legislaturperiode im US-Repräsentantenhaus. Im Jahr 1884 stellte er sich nicht mehr zur Wiederwahl.
Nach dem Ende seiner Zeit im US-Repräsentantenhaus arbeitete Evans wieder als Arzt und im Bankgewerbe. Außerdem wurde er auf dem Immobilienmarkt tätig. Er starb am 3. Dezember 1901 in Hatboro.